# Ashley Gardner
Ashley Gardner (Zuid-Afrika, 11 april 1964) is een in Zuid-Afrika Geboren Amerikaanse actrice en stemactrice.

## Biografie
Gardner studeerde af aan de University of North Carolina School of the Arts in Winston-Salem. 
Gardner begon met acteren in het theater, zij heft eenmaal opgetreden op Broadway. Van 1985 tot en met 1986 speelde zij in het toneelstuk Hay Fever als understudy voor de rol van Sorel Bliss en Jackie Coryton.
Gardner begon in 1989 met acteren voor televisie in de film Heart of Dixie. Hierna speelde zij nog meerdere rollen in films en televisieseries, zij is vooral bekend als stemacteur in de animatieserie King of the Hill waar zij in 125 afleveringen actief was (1997-2010).

## Filmografie

### Films
Uitgezonderd korte films.
- 2022 Beavis and Butt-Head Do the Universe - als Anita Ross (stem)
- 2015 Chasing Eagle Rock - als ??
- 2007 Sunny & Share Love You – als moeder van Sean
- 2006 Lost Signal – als Martha Harris
- 2002 Fits and Starts – als Jolene
- 2000 The Mystery of Spoon River – als Jeannie Hanson
- 1997 Breast Men – als Paula
- 1993 Love, Lies & Lullabies – als Fran
- 1993 Complex of Fear – als Doreen Wylie
- 1991 Johnny Suede – als Ellen
- 1991 he Said, She Said – als Susan
- 1989 Heart of Dixie – als Jean

### Televisieseries
Uitgezonderd eenmalige gastrollen.
- 1997-2010 King of the Hill – als Nancy Gribble (stem) – 125 afl.
- 1998 The Drew Carey Show – als Pinky – 3 afl.
- 1997 Beyond Belief: Fact or Fiction – als Patricia Kelly – 2 afl.
- 1995-1996 Grace Under Fire – als Evie Burdette – 2 afl.
- 1994 Madman of the People – als Caroline – 2 afl.

- Library of Congress Control Number: n2004021085
- Nationale Bibliotheek van Israël: 987007376850405171
- Virtual International Authority File: 46150142
- WorldCat: E39PBJbM3vJTWfKPTfwhmvXrv3